# Parakiefferiella triquetra
Parakiefferiella triquetra är en tvåvingeart som först beskrevs av Pankratova 1970.  Parakiefferiella triquetra ingår i släktet Parakiefferiella och familjen fjädermyggor. Det är osäkert om arten förekommer i Sverige. Inga underarter finns listade i Catalogue of Life.